# 乔奇拉 (加利福尼亚州)
乔奇拉（英語：Chowchilla），是美国加利福尼亚州马德拉县下属的一座城市。建市于1923年2月7日，面积大约为7.66平方英里（19.8平方公里）。根据2010年美国人口普查，该市有人口18,720人。